# Symphysodontella laxissima
Symphysodontella laxissima är en bladmossart som beskrevs av Edwin Bunting Bartram och Hugh Neville Dixon 1936. Symphysodontella laxissima ingår i släktet Symphysodontella och familjen Pterobryaceae. Inga underarter finns listade i Catalogue of Life.